# Bystrov Rock
Der Bystrov Rock (russisch Скала Быстрова Skala Bystrowa, in Norwegen Bystrovnabben) ist eine Felsformation im ostantarktischen Königin-Maud-Land. Er ragt 1,5 km südsüdöstlich der Isdalsegga in der Südlichen Petermannkette des Wohlthatmassivs auf.
Eine Kartierung des Felsens erfolgte anhand von Luftaufnahmen und Vermessungen der Dritten Norwegischen Antarktisexpedition (1956–1960) und nochmals bei einer von 1960 bis 1961 dauernden sowjetischen Expedition. Teilnehmer letzterer Forschungsreise benannten ihn nach dem sowjetischen Paläontologen Alexei Petrowitsch Bystrow (1899–1959). Das Advisory Committee on Antarctic Names übertrug 1970 die Benennung ins Englische.